# Nefermaat I
Nefermaat I je bio egipatski princ, najstariji sin faraona Snefrua i njegove prve žene te sveštenik boginje Bast. Rođen je na kraju treće dinastije, a umro je tokom četvrte. Njegovo ime znači "lepa Maat" (Maat = boginja istine).
Nefermaatova je žena bila Itet. Imali su dvanaest sinova i tri ćerke. Oni su prikazani u grobu svojih roditelja. Najvažniji sin je bio Hemiunu. Nefermaat je umro pre svog oca pa je Snefrua nasledio njegov mlađi sin Keops. 
Nefermaat i Itet su pokopani u mastabi 16 u Meidumu.
Postojao je i Nefermaat II, sin princeze Nefertkau I, koja je bila sestra Nefermaata I.

## Spoljašnje veze
- Nefermaat i Itet